# Гірничометалургійний комбінат у Хетрі
Гірничометалургійний комбінат у Хетрі – підприємство кольорової металургії у індійському штаті Раджастахн.
Перша письмова звістка про видобуток міді в районі Хетрі відноситься ще до часів імператора Великих Моголів Акбара. У 1872 році ця діяльність припинилась, проте в 20 столітті геологорозвідувальні роботи надали можливість запланувати спорудження тут значного гірничометалургійного комбінату. Первісно проектом опікувалась National Mineral Development Corporation, проте в 1967-му його реалізацію передали новоствореній Hindustan Copper Limited. Фактичний запуск проекту розтягнувся на кілька років – в 1970-му почали видобуток руди, з 1973-го запрацювала збагачувальна фабрика, а у 1974 (за іншими даними – 1975) стало до ладу мідеплавильне виробництво потужністю 31 тисяча тон на рік.
Сировинною базою комбінату є родовища Хетрі (первісно було відоме як Мадхан-Кудхан), Коліхан, Банвас та Чандмарі. Станом на 2010 рік (тобто вже після півстоліття розробки), їх доведені та ймовірні запаси становили 44,3 млн тон руди з середнім вмістом міді 1,13%, тоді як ресурси оцінювались у 49,1 млн тон руди з середнім вмістом цільового металу на рівні 1,32%. При цьому 54% запасів та 47% ресурсів (в перерахунку на вміст міді) припадали на родовище Банвас.
Видобуток руди ведеться підземним способом із використанням шахт Хетрі та Коліхан, при цьому остання також розробляє родовище Банвас. Розробку Чандмарі вели кар’єром, який зупинили по вичерпанню запасів в 2002 році. Втім, враховуючи наявність тут ресурсів, існує можливість відновлення видобутку з Чандмарі підземним способом.
Під час плавки мідного концентрату виділяються великі обсяги діоксиду сірки, тому невід’ємною частиною технології є нейтралізація цієї шкідливої сполуки. Як наслідок, з 1975-го завод міг продукувати 577 тон сульфатної кислоти на добу. В подальшому ця кислота використовувалась для обробки фосфоритів із продукуванням фосфорних добрив – фосфорної кислоти (відповідна лінія продуктивністю 210 тон на добу стала до ладу в 1976-му) та суперфосфату (станом на 1986/1987 бюджетний рік потужність комбінату по цьому продукту становила 188 тисяч тон на рік). Також певний час випускали потрійний суперфосфат, проте не пізніше 1990-го цей продукт зняли з виробництва через відсутність ринку збуту.
В 2008-му із економічних причин мідеплавильне виробництво зупинили, що потягнуло за собою і припинення продукування добрив.
В 2008 – 2010 роках фактичний середньорічний видобуток руди складав біля 1 млн тон.